# TFR-Klasse 20E
Die Transnet-Freight-Rail-Klasse 20E ist eine von 2013 bis 2015 gebaute vierachsige Zweisystem-Elektrolokomotive für den Güterverkehr der Transnet Freight Rail in Südafrika.

## Geschichte
Im September 2012 unterzeichnete TFR einen Vertrag über die Lieferung von 95 Lokomotiven für 2,6 Milliarden Rand, was ungefähr 150 Millionen Euro entsprach. Der Lieferant ist eine Arbeitsgemeinschaft, bestehend aus der chinesischen Zhuzhou Electric Locomotive Company (ZELC), einer Tochtergesellschaft der China South Locomotive and Rolling Stock Corporation (CSR), und dem südafrikanischen BEE-Konsortium Matsetse Basadi. Der Vertrag war bei Abschluss der größte Einzelauftrag für den Export von Elektrolokomotiven, den die ZELC abgeschlossen hatte. Er schloss auch einen Fertigungstechnologie-Transfer nach Südafrika ein, so dass 60 % der Wertschöpfung in Südafrika erbracht werden kann.

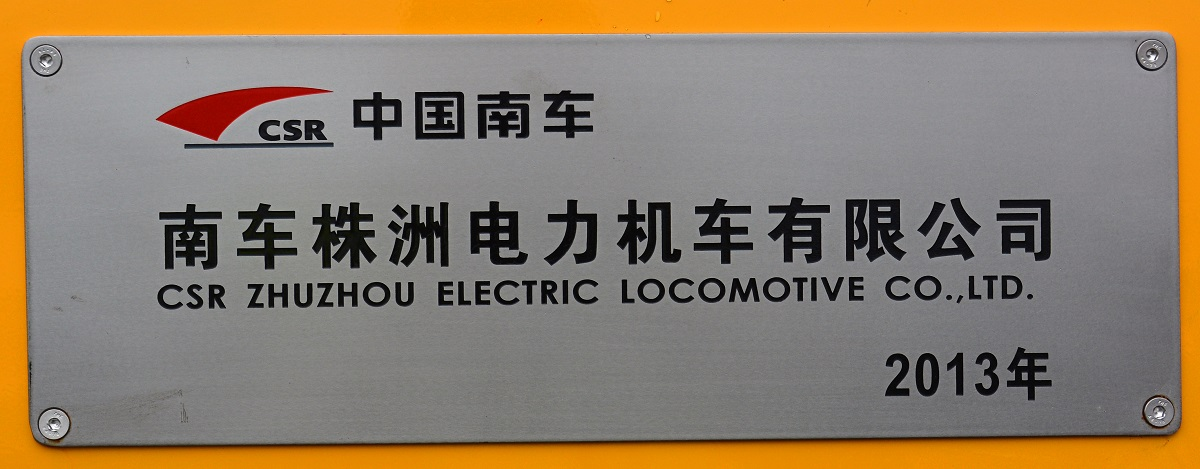
Firmenschild einer 20E-Lokomotive

Die ersten zehn Lokomotiven wurden in China in der ZELC-Fabrik in Changsha gefertigt. Die Roll-out-Feier fand mit der Lokomotive 20 001 am 20. August 2013 statt.
Am 14. November 2013 trafen im Hafen Durban die ersten beiden Lokomotiven mit den Nummern 20 002 und 20 003 ein. Drei weitere mit den Nummern 20 001, 20 004 und 20 005 trafen am 18. Dezember 2013 ein. Die Lokomotiven mit den Nummern 20 011 bis 20 025 wurden aus Semi-Knocked-Down-Kits in der Unterhaltswerkstatt Koedoespoort von Transnet Engineering, einer für den Unterhalt des Rollmaterials zuständigen Tochtergesellschaft von Transnet, gebaut und waren im September 2014 im Einsatz.
Die restlichen Lokomotiven des Auftrages hatten einen höheren südafrikanischen Anteil und wurden ebenfalls in Koedoespoort gebaut. Die erste Lokomotive aus diesem Auftragsteil war die Nummer 20 026, die Ende September 2014 in Dienst gestellt wurde.

## Technik
Der Lokomotivkasten ist eine selbsttragende Konstruktion aus Stahlblech und -profilen, die für eine Druckfestigkeit von 4,45 MN und eine Zugfestigkeit von 4 MN ausgelegt ist.
Die elektrische Ausrüstung ist für den Betrieb mit einer Nennspannung in der Fahrleitung von 25 kV 50 Hz Wechselstrom oder 3 kV Gleichstrom eingerichtet. Sie kann im Wechselstrombetrieb mit einer maximalen Fahrleitungsspannung von 31 kV und einer minimalen von 17 kV, im Gleichstrombetrieb mit einer maximalen Fahrleitungsspannung von 4 kV und einer minimalen von 2 kV, verkehren.
Die Lokomotive hat eine Leistung von 3 MW und hat eine Höchstgeschwindigkeit von 100 km/h. Sie verfügt über Nutz- und Widerstandsbremse und ist mit einer Regelung für das Beladen der Wagen mit geringer Geschwindigkeit ausgerüstet.
Die vier Achsen der Lokomotive werden von Tatzlager-Antrieben mit Drehstrom-Asynchronmotoren angetrieben, die von zwei Stromrichtern in IGBT-Technik mit Spannung versorgt werden.
Die Lokomotiven sind mit einem drahtlosen Datenübertragungssystem ausgerüstet, welches den Betriebszustand, Fehlerdaten und den Energieverbrauch der Lokomotive über GSM und Wi-Fi zur Auswertung an eine streckenseitige Empfangsstation senden. Weiter sind die Lokomotiven mit Temperaturüberwachung für die Achslager, Feuerdetektion, Videoüberwachung, Spurkranzschmierung und einem Schließsystem für den Zugang zur Hochspannungsausrüstung versehen.

### Anordnung der Geräte
Die Lokomotive hat einen Endführerstand und ein Maschinenraum mit Mittelgang. Die Geräte sind im Maschinenraum beginnend vom Führerstand wie folgt angeordnet:
| Linke Seite - Klimaanlage - Niederspannungsgerüst - Fahrzeugbatterie - Wartungstüre - Traktionsstromrichter 1 - Kühlturm 1 - Hilfsbetriebeumrichter - Fahrmotorlüfter 2 - Bremswiderstand - Toilette mit Waschbecken | Rechte Seite - Kommunikationsausrüstung - Fahrmotorlüfter 1 - Maschinenraumlüfter - Kühlturm 2 - Traktionsstromrichter 2 - Hochspannungszelle - Kompressor - Bremsgerüst |

Im Untergestell zwischen den beiden Drehgestellen sind der Haupttransformator und zwei Hilfsbetriebe-Transformatoren angeordnet.

### Zweisystem-Betrieb
Wie bei den Zweisystem-Lokomotiven der Baureihe 19E konfiguriert sich der Hauptstromkreis automatisch abhängig von der vorhandenen Fahrleitungsspannung für den Gleichstrom- oder Wechselstrombetrieb. Phasen-Schutzstrecken und Systemwechsel-Schutzstrecken sind drei Meter lang und werden durch 45 m vor und nach dieser verlegten Gleismagnete dem Fahrzeug signalisiert. Die beiden Magnete sind mit in Bezug zueinander umgekehrten Polaritäten verlegt. Sie aktivieren einen Reedschalter, der hinter dem Schienenräumer der Lok angeordnet ist und das Befahren der Schutzstrecke steuert.
Beim Befahren einer Schutzstrecke wird automatisch die Zugkraft abgeschaltet und der Hauptschalter geöffnet, bevor diese erreicht ist. Nach dem Befahren der Schutzstrecke wird der Hauptschalter automatisch wieder geschlossen und die Zugkraft wieder aufgeschaltet.

### Fern- und Vielfachsteuerung
Die Lokomotiven können in Vielfachsteuerung betrieben werden und sind mit der Funkfernsteuerung Radio Distributed Power, abgekürzt RDP, ausgerüstet, so dass die Lokomotiven auch in der Mitte oder am Ende von langen Zügen als Distributed Power Unit eingesetzt werden können.
Weiter können die 20E-Lokomotive auch als führendes Fahrzeug zur Fernsteuerung von Diesellokomotiven eingesetzt werden.

### Stromabnehmer
TFR bestand auf der Anordnung der Stromabnehmer in der Art und Weise, dass die Palette direkt über dem Drehpunkt des Drehgestells liegt. Dieselbe Anordnung wurde auch bei den Lokomotiven der Baureihen 7E angewandt. Dadurch wird das Risiko verkleinert, dass sich der Stromabnehmer mit der Fahrleitung verhängt. Dies ist besonders in Tunneln und engen Bögen sowie bei Weichen besonders groß, weil sich an diesen Stellen der Stromabnehmer gegenüber der Fahrleitung seitlich bewegt.

## Einsatz
Nachdem die Lokomotiven verschiedenen Prüfungen unterzogen worden waren, begann der Einsatz der ersten 20E-Lokomotiven im März 2014 auf der Manganerz-Bahn, die von Hotazel über Postmasburg, Kimberley, De Aar und Noupoort nach Port Elizabeth führt.
Zwei 20E-Lokomotiven, die Nummern 20 031 und 20 032, wurden für die Bespannung des Blue Train ausgewählt und tragen einen an die Wagen angepassten blauen Anstrich. In diesem Einsatz lösen sie landesweit die zuvor unter Gleichstrom verwendeten Lokomotiven der Baureihen 18E und unter Wechselstrom die Lokomotiven der Baureihe 7E ab.

## Bilder
Die Bilder zeigen die 20E-Lokomotiven von allen Seiten.

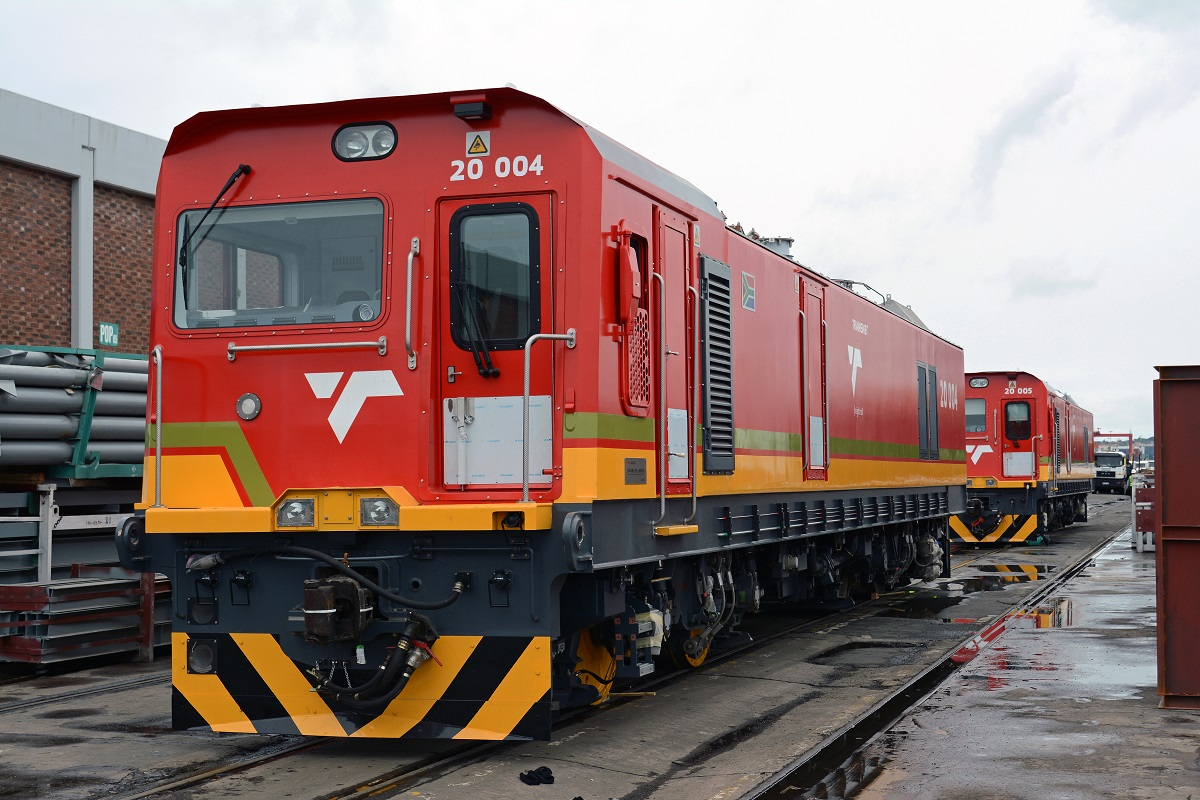
Front und rechte Seite der 20 004 beim O-Schuppen im Hafengelände in Durban am 18. Dezember 2013
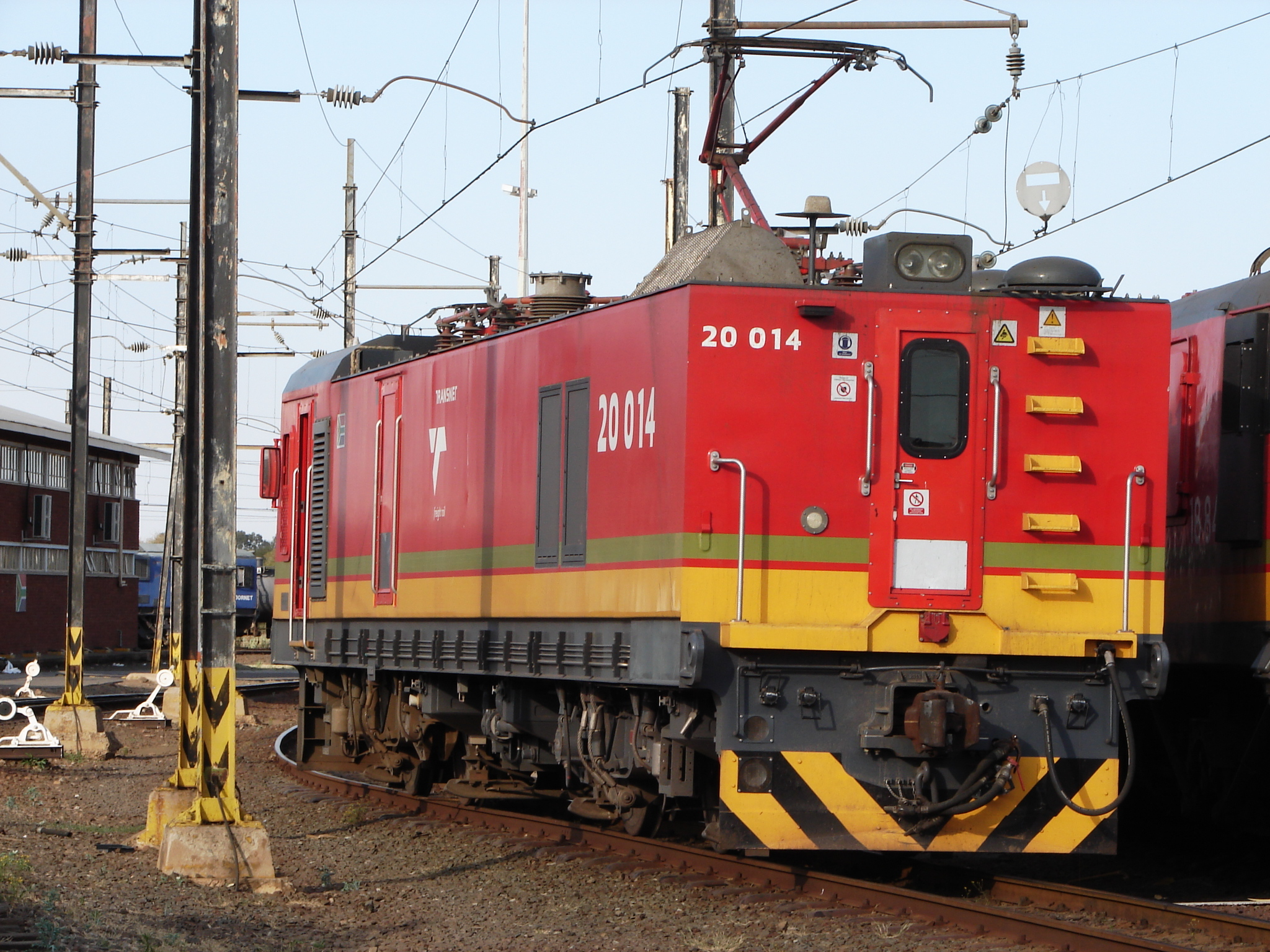
Heck und linke Seite der 20 014 im Depot Beaconsfield in Kimberley am 7. Oktober 2015
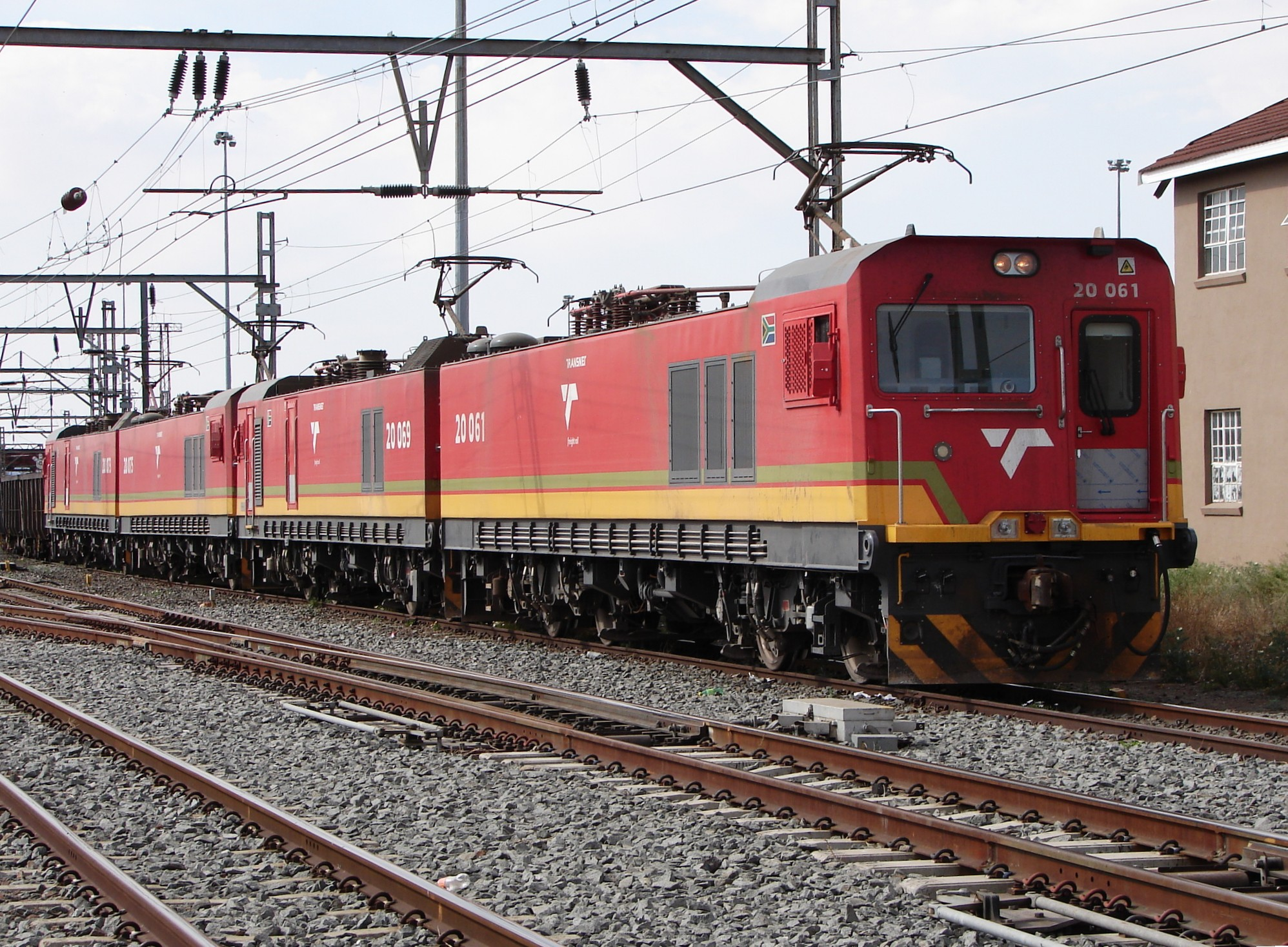
Front und rechte Seite der 20 061 sowie weiterer Loks in De Aar am 9. Oktober 2015
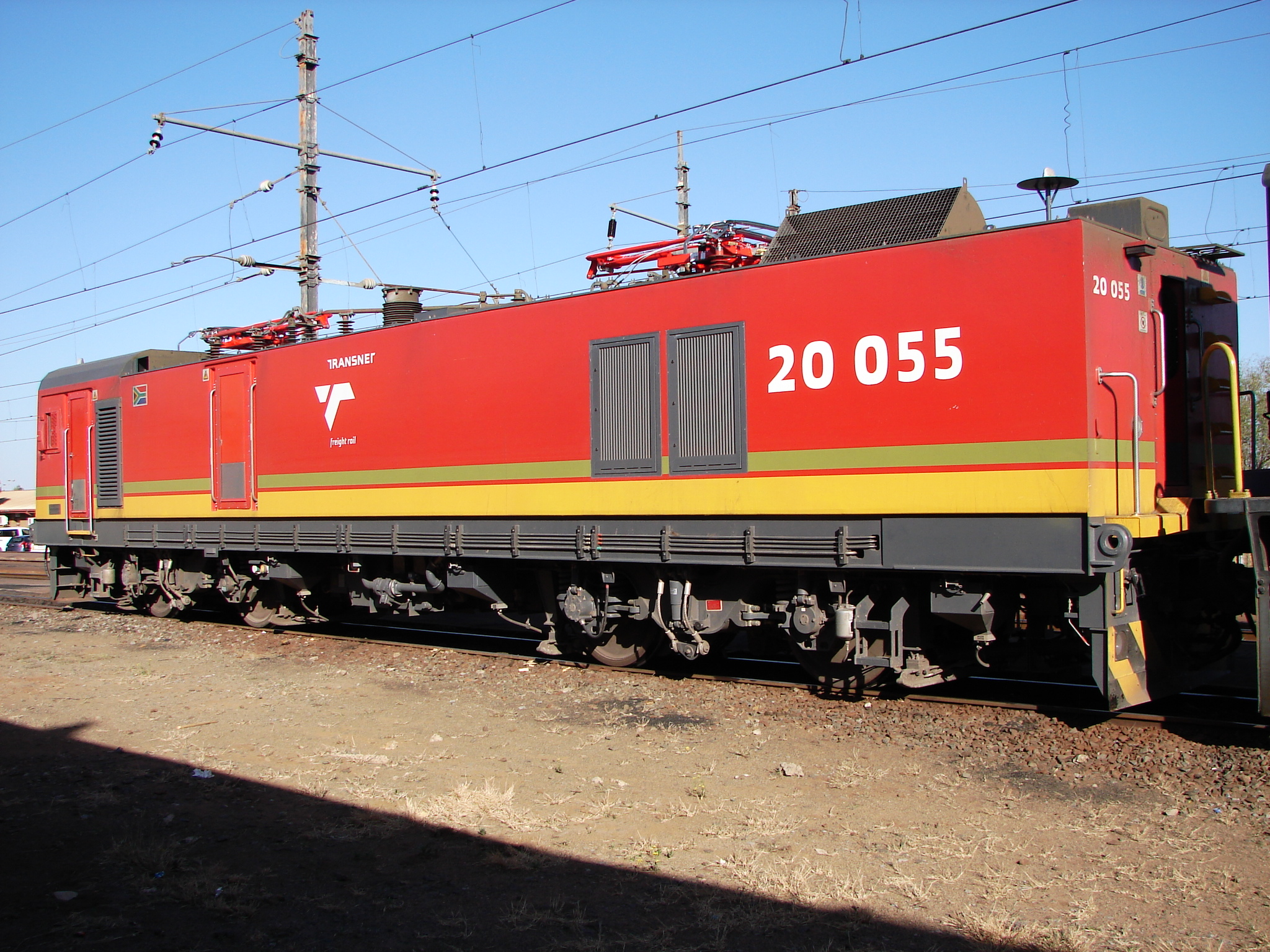
Linke Seite der 20 055 im Depot Beaconsfield in Kimberley am 17. September 2015